# Вайсенштайнер, Герда
Герда Вайсенштайнер (нем. Gerda Weißensteiner, 3 января 1969, Больцано, Италия) — итальянская саночница и бобслеистка, выступавшая за сборную Италии с конца 1980-х по 2006 год. Принимала участие в шести зимних Олимпийских играх, выиграв золотую медаль Лиллехаммера в 1994 году и бронзовую Турина в 2006-м. За всю историю зимних Олимпийских игр медали сразу в двух видах спорта, в санном спорте и бобслее, кроме неё смогла получить только немка Зузи Эрдман. Несла знамя Италии на церемонии открытия Олимпийских игр 1998 года в Нагано.
Герда Вайсенштайнер является обладательницей одиннадцати медалей чемпионатов мира, в её послужном списке две золотые награды (одиночные заезды: 1993; смешанные команды: 1989), три серебряные (одиночные заезды: 1989, смешанные команды: 1990, 1995) и шесть бронзовых (одиночные заезды: 1995, 1996; смешанные команды: 1991, 1993, 1996, 1997). Спортсменка четыре раза получала подиум чемпионатов Европы, дважды была первой (одиночные заезды и смешанные команды: 1994), один раз второй (одиночные заезды: 1990) и один раз третьей (смешанные команды: 1988). Дважды ей удавалось выиграть общий зачёт Кубка мира, в сезонах 1992—1993 и 1997—1998.
В 2001 году Вайсенштайнер приняла решение уйти из санного спорта в бобслей. В этом виде спорта кроме олимпийской бронзы Турина она смогла добиться серебра на чемпионате Европы в Санкт-Морице, выступая в паре с бывшей велогонщицей, двукратной олимпийской чемпионкой Антонеллой Беллутти. На Кубке мира по бобслею спортсменка дважды оказывалась третьей, в сезонах 2002—2003 и 2003—2004, причём в последнем случае она разделила позицию с Зузи Эрдман. На Олимпийских играх 2002 года в Солт-Лейк-Сити Вайсенштайнер тоже соревновалась в женских парных заездах по бобслею, однако в итоге смогла занять с Беллутти лишь седьмое место.